# عبد الرزاق الحمصي
عبد الرزاق الحمصي (1322 - 1388هـ / 1904 - 1969م). خطيب سوري، عُيِّن مفتيًا عامًّا للجمهورية العربية السورية عام 1963 وكانت فترته انتقالية قصيرة تسلَّم بعده الشيخ أحمد كفتارو المنصب خلفًا له.

## نشأته وتحصيله
ولد عبد الرزاق نجم الدين بن مصطفى جوانية الحمصي في حي القنوات بدمشق عام 1322 هـ، وكان منزل أسرته قريبًا من جامع درويش باشا. ونجم الدین لقب، لقبه به والده لمناسبة ولادته ليلة المولد النبوي، ويعود نسب أسرته إلى السيد الشريف الجواني، تلقّى دراسته الأولى في المدرسة التجارية وتتلمذ على يد كبار علماء دمشق، مثل محدث الشام الأكبر بدر الدين الحسني والشيخ هاشم الخطيب والشيخ علي الدقر. وقد أجازه المحدث الشيخ بدر الدين بالخطابة والتدريس في الجامع الأموي الكبير. سافر إلى مصر وتابع علومه على يد كبار علماء الأزهر وحضر دروس الشيخ محمد الخضر التونسي والشيخ محمد مصطفى المراغي. وبعد عودته إلى دمشق نال شهادة دبلوم من كلية التربية في الجامعة السورية.

## عمله
عُيّن مدرِّسًا في مناطق قطنا والكسوة ثم انتقل للتدريس في دائرة الفتوى بدمشق، مع تعيينه خطيبًا في جامع عيسى باشا. تناوب مع الشّيخ محمّد بركات على الخطابة والتّدريس في جامع لالا مصطفى باشا، ليستقرَّ به المقام خطيبًا في جامع الرَّوضة. سمِّي مفتشًا للمعاهد الدينية في دمشق وتسلَّضم إدارة المدرسة الشرعية في التكية السليمانية.

### مفتيًا للجمهورية العربية السورية 1963
بعد عزل الشيخ أبو اليسر عابدين إبان انقلاب 8 آذار 1963، سمِّي الشيخ عبد الرزاق الحمصي مفتيًا للجمهورية لمدة ثمانية أشهر، ليخلفه في المنصب الشيخ أحمد كفتارو. وعلى الرّغم من قصر ولايته، إلا أنَّه استطاع أن يؤلّف كتابًا بطلب من مديريَّة الأوقاف ليكون مرجعًا للخطباء، جعل عنوانه "ديوان المنحة الوفية في الخطب العصرية".

## حياته الشخصية
عُرِفَ من أبنائه هشام الحمصي، أحد أشهر خطباء دمشق وعلمائها في اللغة.

## مؤلفاته
1. ديوان المنحة الوفية في الخطب العصرية (مطبعة الترقي، دمشق 1929).
2. المنبر السيار (مطبعة الترقي، دمشق 1935).

## وفاته
توفي عبد الرزاق الحمصي عام 1969، ودفن في مقبرة الباب الصغير في دمشق.